# 後渤海
後渤海（ごぼっかい）は、歴史研究の成果として928年から976年頃にかけて存在したと想定された王朝。建国を明確に裏付ける文献が存在しないことが実証されつつあり、また1990年代以降に発見された耶律羽之墓誌などの石刻史料など考証の結果、後渤海の実在は否定される傾向にある。

## 歴史
後渤海に関する研究は、東丹国に関する渤海人史料や、各地に移住させられた渤海人に関する史料、各地の反乱に関する史料、『宋史』にみえる定安国に関する渤海人史料など、さまざまな史料を総合した推定であり、史料の再構成の方法により研究者の見解が異なり、上記はその概要をまとめたものである。
渤海人の反乱の記事だけをみても、異なる時期・異なる地域・異なる事情によるものを集めたものであり、それぞれを別個のものとみたほうがよく、後渤海の史料として一つにまとめることには無理がある。
旧説では、渤海滅亡後に渤海の使節が中原王朝に派遣されているため、後渤海のような継承国家が建国されたものと推定されてきたが、929年の日本への使節として派遣された裴璆（渤海使として過去数回来日）は渤海使でないために、裴璆を「渤海を裏切り東丹国に仕えた不義不忠者」として、この使節は日本側に拒否されたことが日本側史料に明記されている。また新たに発見された耶律羽之の墓誌により、これら使節は東丹国の使者であり、後渤海のものとみなす推定は存在しないとする仮説が主流になりつつある。

## 後渤海主要年表
従来考えられてきた後渤海像は、おおよそ次の通りである。
- 926年、契丹（遼）が渤海国を滅ぼし、渤海王の大諲譔は捕虜となった。契丹は旧渤海領に「東丹国」を設置し、皇帝の長子の耶律突欲（耶律倍）をその国王に任命した。しかし各地の渤海勢力により反乱を平定しきれず、やむなく大諲譔以下の捕囚を率いて凱旋したが、その帰路で太祖・耶律阿保機が崩御、耶律倍は太祖の遺骸とともに本国へ引き上げた。耶律阿保機の崩御により渤海人の自立運動は活性化、その中心となったのは大諲譔の弟（氏名不詳）であり、旧首都を含む北方の地を勢力圏とした。大光顕（大諲譔の世子）もまた契丹に帰順せず、契丹の影響力が少なかった旧渤海国西南部での活動を続けた[1]。
- 928年、契丹（遼）は、東丹国を遼陽に移し、渤海遺民の移住を行った。多くの渤海人はここを中心に留まり、独自の唐風文化を保つことになるが、一部の渤海人（金神及び60戸・大儒範・隠継宗ら）はこの年、高麗に移住している。東丹国の後退と入れ違いにすぐさま王弟大某（在位928 − ?）が忽汗城（＝龍泉府）に入り、渤海国の復興を宣言（後渤海（復興））、大光顕も鴨緑府を中心に独立し、勢力を南海府（咸鏡道）まで回復した。
- 929年、渤海国は日本に裴璆を、後唐に高成詞・成文角を遣使入貢、支援を求めた。
- 930年、本国に帰国中の耶律倍が政争の結果、後唐に亡命、契丹（遼）は東丹国を廃止して旧渤海領を一時放棄した（渤海（復興）による東丹国併合）。同年、大光顕は、王弟大某より独立している。
- 931年、渤海国による後唐への入貢が記録される[2]。
- 934年、王弟大某は、南海府の烈氏（旧渤海の大臣一族）と協力し、大光顕勢力を駆逐した。大光顕政権は情勢不利のまま滅亡、部民数万を率い高麗に投降、陳林ら及び160余人も後を追う。
- 935年、渤海国（＝後渤海）が後唐に遣使入貢する[2]。
- 936年、かつて大光顕を駆逐した烈万華が南海府から鴨緑府に移る。
- 937年、長白山の噴火、後渤海国に打撃を与える。
- 938年、烈万華（在位936年頃 − 976年〜979年頃）、後渤海から独立、「定安国」を建国する。
- 946年  - 947年、長白山の噴火（2度目）、後渤海国に打撃を与える
- 954年頃？、渤海の酋豪・崔烏斯ら30名が後周に帰順。この後、渤海の名称は史料から消滅し、定安国による政権継承が行われた。

## 高麗人の後渤海認識
『三国遺事』巻三「皇龍寺九層塔条」に以下のようにある。
皇龍寺の九層塔は新羅善徳王十四年（645年）に建立され、高麗高宗二十五年（1238年）に寺とともに兵火に破壊された。安弘撰『東都成立記』には九層塔の九国の名（①日本、②中華、③呉越、④托羅、⑤鷹遊、⑥靺鞨、⑦丹国、⑧女狄、⑨嗖貊）がみえ、『三国遺事』巻一・紀異第一にもみえる（①日本、②中華、③呉越、④ 羅、⑤鷹遊、⑥靺鞨、⑦丹国、⑧女真、⑨穢貊）。そこでは7世紀中葉に新羅にとって重要な敵国であった高句麗および百済はみえず、10世紀の状況を記述する中国史料に初見する女真が出現し、九層塔の第三層「呉越」は、五代に建国された政権であり、その出現は10世紀を遡り得ない。この事実は、九国の国名は10世紀初の高麗人が認知していた朝鮮周辺の政権および民族であることを示している。第九層「嗖貊」は、『遼史』太祖紀（926年）に「丁未、高麗、䈸貊、鐵驪、靺鞨來貢」とみえ、「䈸貊」が出現する。また、『遼史』百官志・北面属国官「䈸貊国王府」とみえ、地理志二「開州、鎮国軍、節度。本䈸貊地、高麗為慶州、渤海為東京龍原府。」とあり、渤海滅亡後、その支配下にあった䈸貊人が東丹国の外側で一度自立したことが推察される。第六層「靺鞨」は、『遼史』太宗紀（938年）「八月戊子、女直來貢。庚子、吐谷渾、烏孫、靺鞨皆來貢。」、『遼史』百官志二・北面属国官「靺鞨国王府」とみえ、䈸貊と同様に、旧渤海治下の靺鞨人が一度自立した可能性もなくはない。しかし、『三国遺事』に「靺鞨渤海」と称するように、朝鮮では渤海を「靺鞨」と認識しており、中国史料には、渤海滅亡（926年）から清泰二年（935年）までの十年間に八回の「渤海使入貢」の記事があり、顕徳元年（954年）、太平興国六年（981年）、淳化二年（991年）にも渤海使の記事が持続的に出現し、第六層「靺鞨」が第七層「丹国（丹国）」の上に置かれている事実を考慮するなら、ここの靺鞨は後渤海を指すものとなり、高麗人が後渤海を靺鞨と認識していることを窺わせる。